# Simon Kolar
Simon Kolar (* 23. Februar 1990 in Schwetzingen) ist ein deutscher Koch, Entertainer, Unternehmer und Influencer mit polnischen Wurzeln. Er ist Botschafter des Institute of Culinary Art, sowie Gründer und Anführer der Guerilla Chefs, einem Netzwerk von jungen Köchen und Foodbegeisterten, die den Beruf des Kochs revolutionieren und wieder attraktiv machen wollen.

## Leben
Als Sohn einer Gastronomenfamilie wurde er bereits in die Gastronomie hinein geboren. Mutter Maria Kolar, geboren in Breslau (Polen), kam mit 18 Jahren nach Deutschland und machte sich bereits in jungen Jahren selbstständig. Gemeinsam mit seinem Vater Peter Kolar führten sie erfolgreich mehrere Gastronomieobjekte im Raum Mannheim.
Nach seiner absolvierten mittleren Reife und dem Abitur an einem Wirtschaftsgymnasium zog es Kolar nach Polen. Dort studierte Kolar Hotel-, Tourismus- und Eventmanagement. Er leitete das Hochzeits- und Eventzentrum seiner Mutter. Mit 23 Jahren zog Kolar zurück nach Deutschland und eröffnete sein erstes Restaurant „Löwen“ in Mannheim. Von hier aus begann die Karriere als Koch und Influencer.
Nach der Kooperation mit namhaften Unternehmen aus der Foodbranche wurde er zum Botschafter des Institute of Culinary Art in Hamburg. Bei einem Großevent im Berliner Hotel Estrel fand die Geburtsstunde der Guerilla-Chefs statt. Kolar bekochte hier die Elite der Foodbranche mit 20 Köchen, die sich am selben Tag kennen lernten und zuvor lediglich über Social Media kommunizierten. 
Heute sind die Guerilla Chefs das schnellstwachsende Köchenetzwerk mit einer kostenfreien Online-Academy, der Guerilla-Chefs App, sowie einem deutschlandweit agierenden Bildungsnetzwerks in Kooperation mit dem Institute of Culinary Art.